# Jürgen Meyer (Mediziner)
Jürgen Meyer (* 16. Januar 1939 in Düsseldorf) ist ein deutscher Kardiologe.
Meyer studierte 1959 bis 1964 Medizin mit anschließender Facharztausbildung in Kardiologie. 1972 habilitierte er sich und wurde 1975 außerplanmäßiger Professor an der RWTH Aachen. 1976 wurde er Professor an der Universität Mainz. Dort war er Direktor der II. Medizinischen Klinik.
Meyer erweiterte den Bereich der Ballondilatation PCTA (eingeführt 1977 von Andreas Grüntzig) vom Bereich stabiler koronarer Herzkrankheiten auf Patienten mit akutem Koronarsyndrom.  Das geschah zu einer Zeit, in der die Ballonkatheter noch relativ primitiv waren, kein großes Spektrum von Anti-Thrombose-Mitteln bestand und Stents noch nicht entwickelt waren.
2004 bis 2010 war er Präsident der Gesellschaft für Fortschritte in der Inneren Medizin und erhielt deren Ludwig Heilmeyer Medaille. 1995 bis 1997 war er Präsident der Deutschen Gesellschaft für Kardiologie und 2000/2001 Vorsitzender der Deutschen Gesellschaft für Innere Medizin. 2007 erhielt er die Carl-Ludwig-Ehrenmedaille, 2018 die Leopold-Lichtwitz-Medaille.

## Schriften
- Erkrankungen von Herz- und Kreislauf, in: Classen, M.; Dierkesmann, R.; Heimpel, H.; Kalden, J.R.; Meyer, J. et al. (Hrsg.). Rationelle Diagnostik und Therapie in der Inneren Medizin – ein Beitrag zur Qualitätssicherung in Klinik und Praxis. München, Wien, Baltimore: Urban und Schwarzenberg 1996, S. 59–66
- Koronare Herzkrankheit und Herzinfarkt, in: Erdmann; Riecker; Beuckelmann; Bolte, H.D.; Hanrath, P.; Meyer, J. et al. (Hrsg.). Klinische Kardiologie. Krankheiten des Herzens, des Kreislaufs und der Gefäße. Berlin, Heidelberg, New York: Springer-Verlag 1996
- mit Michael Haude, Guido Caspari, Dietrich Baumgart u. a.: Comparison of Myocardial Perfusion Reserve Before and After Coronary Balloon Predilatation and After Stent Implantation in Patients With Postangioplasty Restenosis, in: Circulation, Band 94, 1996, S. 286–297
- mit C. Espinola-Klein, H.-J. Rupprecht u. a.: Langzeitverlauf über 10 Jahre nach Ballondilatation bei stabiler und instabiler Angina pectoris, Deutsche Medizinische Wochenschrift, 1996, S. 577–582
- mit Hermann J. Schmitz, Raimund Erbel u. a.: Influence of vessel dilatation on restenosis after successful percutaneous transluminal coronary angioplasty, American Heart Journal, Band 131, 1996, S. 884–891
- mit Uwe Nixdorff, Raimund Erbel, Hans-Jürgen Rupprecht u. a.: Sum of ST-Segment Elevations on Admission Electrocardiograms in Acute Myocardial Infarction Predicts Left Ventricular Dilation, American Journal of Cardiology, Band 77, 1996, S. 1237–1240
- mit Thomas Voigtländer, Hans-Jürgen Rupprecht u. a.: Development of a coronary aneurysm 6 months after stent implantation assessed by intracoronary ultrasound, American Heart Journal, Band 131, 1996, Heft 4